# Thermaloniscus cotylophorus
Thermaloniscus cotylophorus är en kräftdjursart som beskrevs av M. Bourdon 1983. Thermaloniscus cotylophorus ingår i släktet Thermaloniscus, ordningen gråsuggor och tånglöss, klassen storkräftor, fylumet leddjur och riket djur. Inga underarter finns listade i Catalogue of Life.